# Csörötnek, Vas
Csörötnek (în slovenă Črejtnik) este un sat în districtul Szentgotthárd, județul Vas, Ungaria, având o populație de 947 de locuitori (2011).

## Demografie
Componența etnică a satului Csörötnek
     Maghiari (77,17%)
     Romi (20,59%)
     Sloveni (1,22%)
     Germani (1,02%)
Componența confesională a satului Csörötnek
     Romano-catolici (71,49%)
     Necunoscută (27,24%)
     Alte religii (1,27%)
Conform recensământului din 2011, satul Csörötnek avea 947 de locuitori. Din punct de vedere etnic, majoritatea locuitorilor (77,17%) erau maghiari, existând și minorități de romi (20,59%), sloveni (1,22%) și germani (1,02%).  Din punct de vedere confesional, majoritatea locuitorilor (71,49%) erau romano-catolici. Pentru 27,24% din locuitori nu este cunoscută apartenența confesională.